# 1991年中国大陆
| 中国历史 / 中国历史年表 |
| 世紀： 19世纪中国 / 20世纪中国 / 21世纪中国 |
| 年代： 1960年代中国大陆 / 1970年代中国大陆 / 1980年代中国大陆 / 1990年代中国大陆 / 2000年代中国大陆 / 2010年代中国大陆 / 2020年代中国大陆                     |
| 年份： 1987年中国大陆 / 1988年中国大陆 / 1989年中国大陆 / 1990年中国大陆 / 1991年中国大陆 / 1992年中国大陆 / 1993年中国大陆 / 1994年中国大陆 / 1995年中国大陆 |
| 纪年： 辛未年（羊年）、中华人民共和国成立42周年 |

## 党和国家主要领导人
| 机构 | · 中国共产党 · 中央委员会 · 总书记 | · 中国共产党 · 中央军事委员会 · 主席 | 中华人民共和国主席   | 中华人民共和国国务院 总理 | 全国人民代表大会 常务委员会 委员长 | · 中国人民政治协商会议 · 全国委员会 · 主席 |
| ---- | ---------------------------------- | ------------------------------------ | -------------------- | ------------------------- | ---------------------------------- | ------------------------------------------ |
| 姓名 | 江泽民                             | 江泽民                               | 杨尚昆               | 李鹏                      | 万里                               | 李先念                                     |
| 民族 | 汉族                               | 汉族                                 | 汉族                 | 汉族                      | 汉族                               | 汉族                                       |
| 籍贯 | 江苏扬州                           | 江苏扬州                             | 四川遂宁县           | 四川庆符县                | 山东东平                           | 湖北黄安                                   |
| 逝世 | 2022年（95—96歲）                  | 2022年（95—96歲）                    | 1998年（90—91歲）    | 2019年（90—91歲）         | 2015年（98—99歲）                  | 1992年（82—83歲）                          |
| 任期 | 1989年6月－2002年11月              | 1989年11月－2004年9月                | 1988年4月－1993年3月 | 1987年11月－1998年3月     | 1988年4月－1993年3月               | 1988年4月－1992年6月                       |

## 大事記
- 2月9日——辽宁省辽阳市国营庆阳化工厂二分厂一工段硝化工房爆炸，死亡17人，重伤13人，轻伤98人；直接经济损失约2266.6万元。
- 3月20日——《李鹏下台嵌字诗》在《人民日报》（海外版）发表。
- 4月11日——北京2000年奧運會申辦委員會成立。
- 4月15日——「希望工程」展開。
- 4月21日——山西省洪洞县三交河煤矿瓦斯煤尘爆炸，148人遇难。
- 5月14日——毛澤東第三任夫人，文革後期「四人幫」之一的江青自殺。
- 5月30日——東莞興業雨衣廠因製成品堆積，塑料受熱引起大火，釀成80死50傷。[1]
- 6月4日——新華社公布「四人幫」主犯江青死訊。
- 6月22日——陝甘寧盆地發現大型天然氣田。
- 5月-7月，華東地區發生水災。
- 7月21日——發生闽狮渔事件。
- 9月3日——凌晨3时左右,一辆装载2.4吨一甲胺的“日野”牌货车，从上海返回江西省贵溪县，行经上饶县沙溪镇，罐体上部液相管阀门与桑树杈相撞，阀门下部接管折断。一甲胺迅速汽化喷出。周围23万平方米范围内595人中毒，其中死亡37人。牛、猪、鸡、鸭和鱼类大批死亡，植物枯萎，环境严重污染。
- 9月3日——中國總理李鵬及英國首相馬卓安在北京簽署香港新機場問題的諒解備忘錄。
- 9月30日——中華人民共和國與汶萊建交。
- 10月12日——深圳寶安國際機場正式通航。
- 10月30日——贵州省福泉县3辆汽车相撞，死亡59人。
- 11月，廣東省五個城市舉行首屆女子世界盃足球賽，由美國隊奪得冠軍。
- 11月1日——國務院新聞辦公室發表《中國的人權狀況》白皮書。
- 12月15日——中國第一座核電廠－浙江秦山核電站正式併網發電。
- 12月19日——中國第一條跨海公路大橋－福建廈門大橋正式通車。
- 12月28日——中国长征3号运载火箭搭载東方紅二號甲通信衛星在西昌衛星發射中心升空，但卫星未進入預定軌道，任务失败。

## 逝世
- 5月14日——江青，政治人物，毛澤東遺孀。